# NGC 6295
NGC 6295 (другие обозначения — UGC 10682, MCG 10-24-92, IRAS17025+6024, PGC 59510) — галактика в созвездии Дракон.
Этот объект входит в число перечисленных в оригинальной редакции «Нового общего каталога».